# Euphorbia pseudograntii
Euphorbia pseudograntii är en törelväxtart som beskrevs av Ferdinand Albin Pax. Euphorbia pseudograntii ingår i släktet törlar, och familjen törelväxter.
Artens utbredningsområde är Tanzania. Inga underarter finns listade i Catalogue of Life.